# Withington (Greater Manchester)

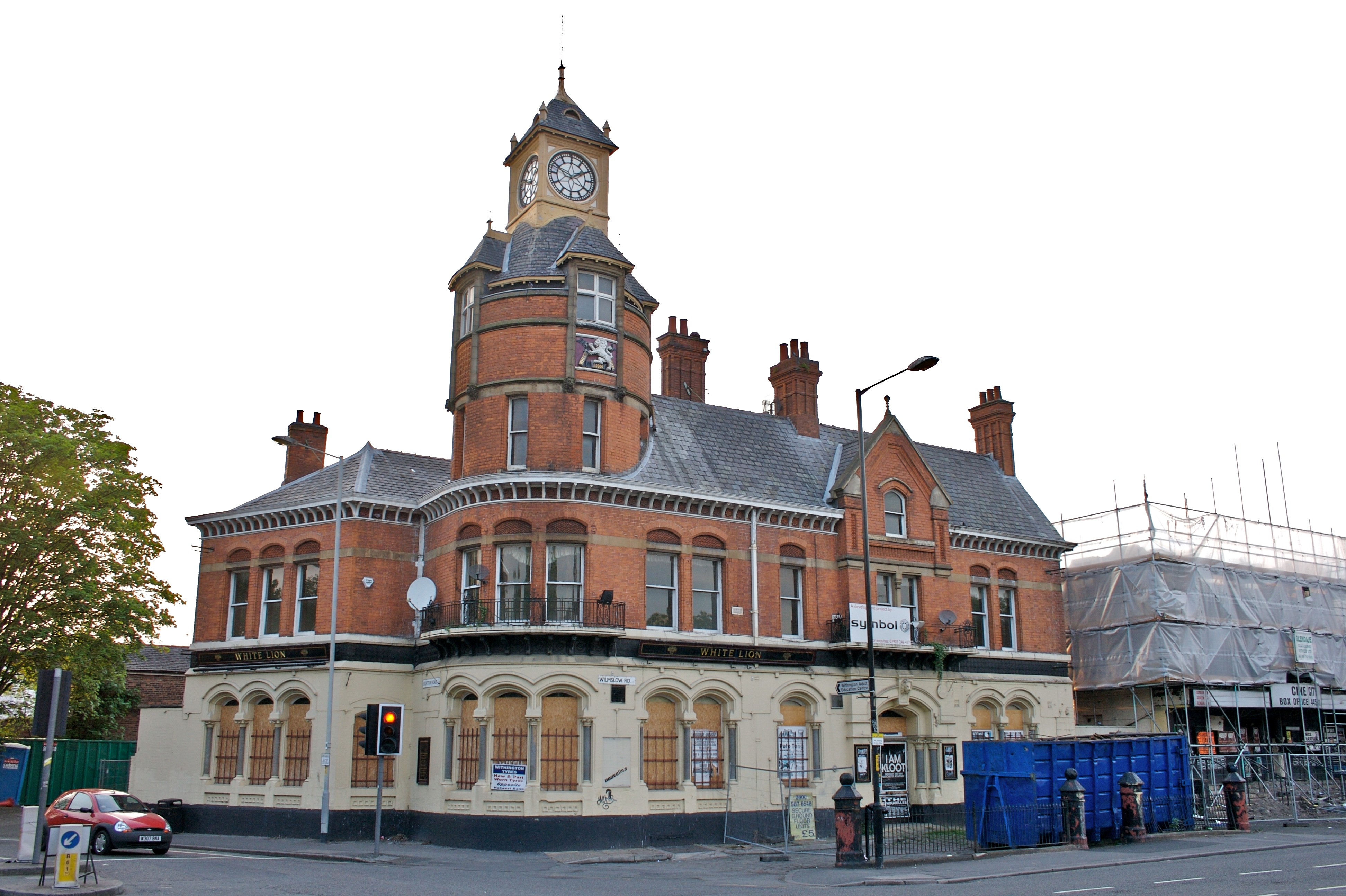

Withington is een plaats in het bestuurlijke gebied City of Manchester, in het Engelse graafschap Greater Manchester. De plaats telt 13.422 inwoners (2011).

## Geboren
- Robert Donat (1905-1958), acteur
- Cecelia Wolstenholme (1915-1968), zwemster
- Kate Walsh (1980), hockeyster